# Xizicus furcicercus
Xizicus furcicercus är en insektsart som beskrevs av Andrej Vasiljevitj Gorochov 2002. Xizicus furcicercus ingår i släktet Xizicus och familjen vårtbitare. Inga underarter finns listade i Catalogue of Life.